# La esclava blanca
La esclava blanca est une telenovela colombienne produite par Caracol Televisión, diffusée entre le 26 janvier 2016 et le 25 avril 2016 sur Caracol Televisión. Elle est diffusée sur le réseau Outre-Mer 1re entre le 2 septembre 2017 et le 31 mars 2018 ainsi que sur France Ô entre le 25 novembre 2017 et le 10 avril 2018 et sur 6play (groupe M6) depuis le 15 décembre 2017.

## Synopsis
L’Esclave blanche est une production qui fait revivre l'époque de l'esclavage et raconte l'histoire de Victoria, une femme que tout le monde considère comme une marquise qui est venue en Amérique pour épouser un marchand prospère de la région. Cependant, la vérité est que, il y a quelques années, dans la même ville, elle a été sauvée de la mort par des esclaves, a grandi avec eux dans le secret, et ils sont devenus sa famille. Arrachée des mains de ses proches, Victoria est revenue en se faisant passer pour une autre personne dans le but d’obtenir justice et de libérer sa famille de l'esclavage.

## Production
La production de la série est devenue la plus chère dans l’histoire de la télévision colombienne. Plus de neuf millions de dollars ont été investis, dépassant le coût de production d’autres séries populaires comme la troisième saison de El Capo et Pablo Escobar, le patron du mal. Liliana Bocanegra, réalisatrice de la série, avoue qu’elle n’a pas pu refuser l’offre de réaliser la production puisque montrer la réalité de l’esclavage en Colombie était un défi pour elle. Elle affirme que cette réalisation est une opportunité pour réfléchir aux origines de la culture Colombienne et pouvoir découvrir une réalité peu connue à laquelle nous pouvions seulement y accéder grâce à la littérature.
Quand on m’a proposé de tourner cette série…je n’ai pas pu dire non. Je ne pouvais pas refuser l’opportunité de raconter une histoire sur l’esclavage en Colombie. Il s’agit de remonter aux temps anciens, aux origines de notre culture, de notre histoire […] c’est découvrir un monde qu’on a connu qu’à travers les textes scolaires.
Quant à la distribution des rôles pour la série, la production cherchait de nouveaux acteurs, affirme Juliana Barrera, productrice déléguée de la série. Pour elle « le plus important de la distribution des rôles c’est de montrer de nouveaux visages, parce que ce qui est essentiel c'est que les téléspectateurs s’attachent aux personnages et pas à l’acteur qui le joue. Surtout quand il s’agit d’une thématique assez sensible comme l’esclavage ». Pour la sélection de l’actrice qui joue le rôle principal de l’histoire, ils ont considéré plusieurs possibilités « [...] des colombiennes avec un accent espagnol, des espagnoles avec un accent colombien mais dans notre recherche, nous sommes tombés sur Nerea Camacho ». L’actrice de 19 ans (pendant le tournage de la série) est lauréate du prix Goya pour son rôle fans le film Camino, remporté à l’âge de 12 ans.
La production de la série s’est déroulée en plusieurs villes colombiennes, principalement de la côte caraïbe et du centre du pays pour représenter la Colombie du XIXe siècle. Les villes de Santa Marta, Carthagène des Indes, Valle del Cauca, Bogota, La Guajira et Medellín ont été choisies pour le tournage de la série. L’équipe de travail de la série a eu la possibilité de tourner certaines scènes pour la première fois dans l’hacienda de Simón Bolivar, appelé « la Quinta de San Pedro Alejandrino ». Pour la construction de la clôture, la production a construit des cabanes entourées par une palissade de 300 mètres. Dans le but de tourner des scènes les plus réalistes possibles, une grande partie des armes utilisées dans les scènes de combats comme les arbalètes et les sabres ont été faites par la production et d’autres ont été importées de l’étranger.

## Distribution
- Nerea Camacho : Victoria Quintero / Lucía Alvarez Parreño - La Marquise de Bracamonte
- Orián Suárez : Miguel Parreño
- Miguel de Miguel : Nicolás Parreño
- Modesto Lacen : Tomás Aragón Yepes
- Norma Martinez : Doña Adela Vda. de Parreño
- Ricardo Vesga : Enrique Morales †
- Viña Machado : Eugenia Upton
- Miroslava Morales : Lorenza Aragón Yepes / Ayutunde
- Andrés Suárez : Capitaine Francisco Granados †
- Mauro Donetti : Général Fidel Márquez
- Luciano D'Alessandro : Alonso Márquez †
- Natasha Klauss : Ana de Granados
- Ana Mosquera : Milagros
- Paola Moreno : Remedios
- Carrell Lasso : Trinidad
- Cristina García : Isabel «Isabelita» Parreño
- Andrés Parra : Gabriel Márquez
- Leonardo Acosta : Dr Arturo López †
- José Julián Gaviria : Jaime López †
- Alejandra Taborda : Rosa «Rosita» †
- Juan Franco : Père Octavio Bocanegra
- Bárbara Perea : Hilaria †
- Leo Sosa : Siervo †
- María Angélica Salgado : Candela †
- Pedro Roda : Damián Caicedo
- Margoth Velásquez : Ángela Lucumí
- Karoll Márquez : Jesús Pimentel †
- Gianina Arana Terranova : Manuela Pimentel
- Roberto Cano : Felipe Restrepo
- Andrea Gómez : Catalina Restrepo †
- Sara Deray : Lucía Alvarez - La Marquise de Bracamonte †
- Sara Pinzón : Victoria Quintero (enfant)
- David Polanco : Miguel Parreño (enfant)
- Nina Caicedo : Sara †
- Adrian Makala : Chef Prudencio †
- Tracy Andrade : Enith
- Arnold Cantillo : Julián
- Luis Fernando Patiño : Soldado García
- Camilo Sáenz : Joaquín Márquez †
- Karina Guerra : Bunme †
- Humberto Dorado : Ministre Juez
- Javier Sáenz : Notaire
- Carlos Duplat : Abad Rangel - Directeur de l'asile psychiatrique †
- Teo Sierra : Alberto
- Aroha Hafez Navarro : Sœur Alicia Gonzaga †
- Luis Miguel Hurtado : Abdul
- Federico Nieto El "Gazi" : Dr Hernando Tarazona
- Jeka Garcés : Paca
- Isabella García : Isabelita Parreño (enfant)